# William Henry Hudson
William Henry Hudson (espanhol: Guillermo Enrique Hudson) (Quilmes, Argentina, 4 de agosto de 1841 - Worthing, Inglaterra, 18 de agosto de 1922) foi um escritor, naturalista e ornitólogo.